# Otto Coester (Politiker)

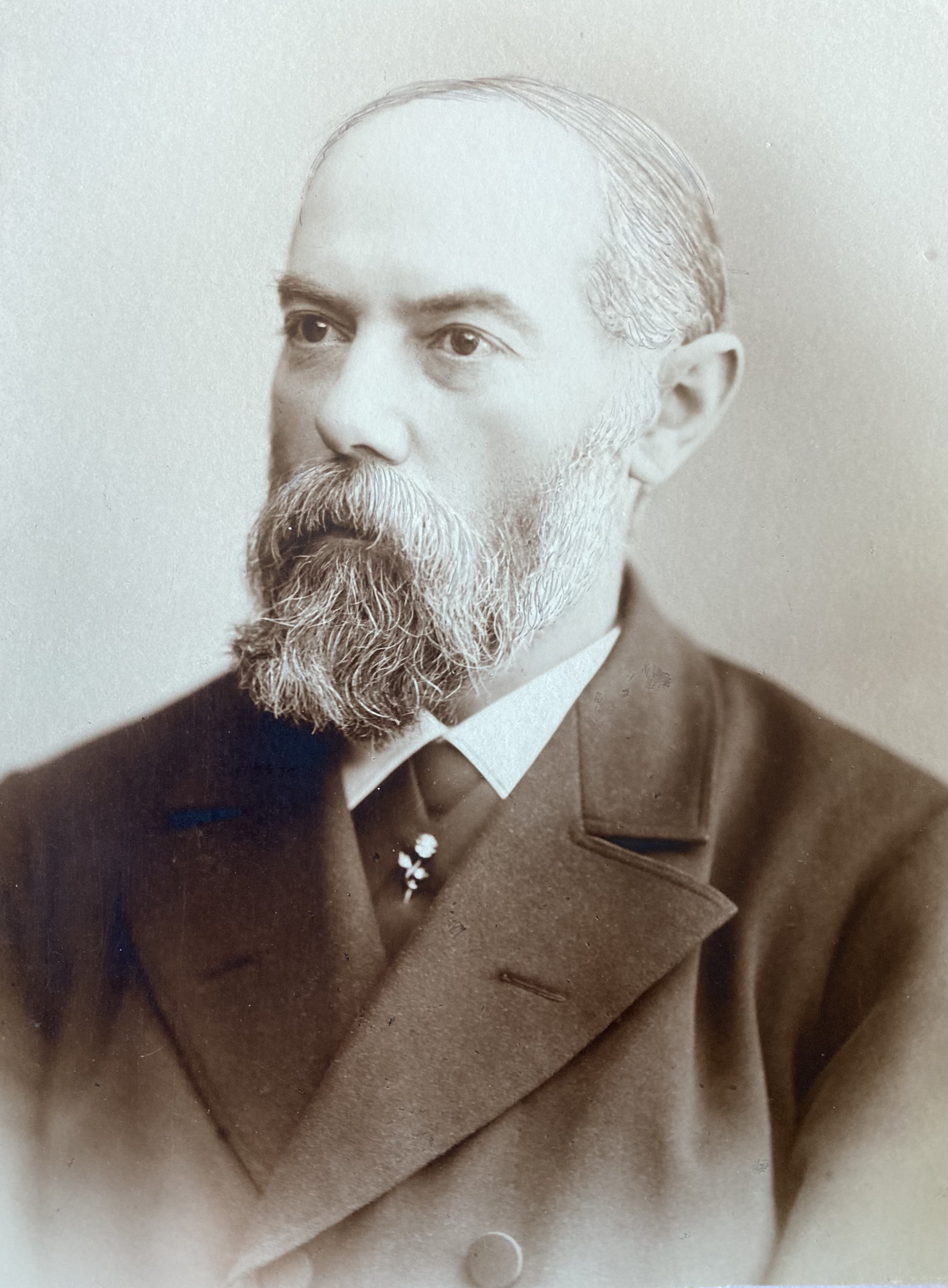
Otto Coester

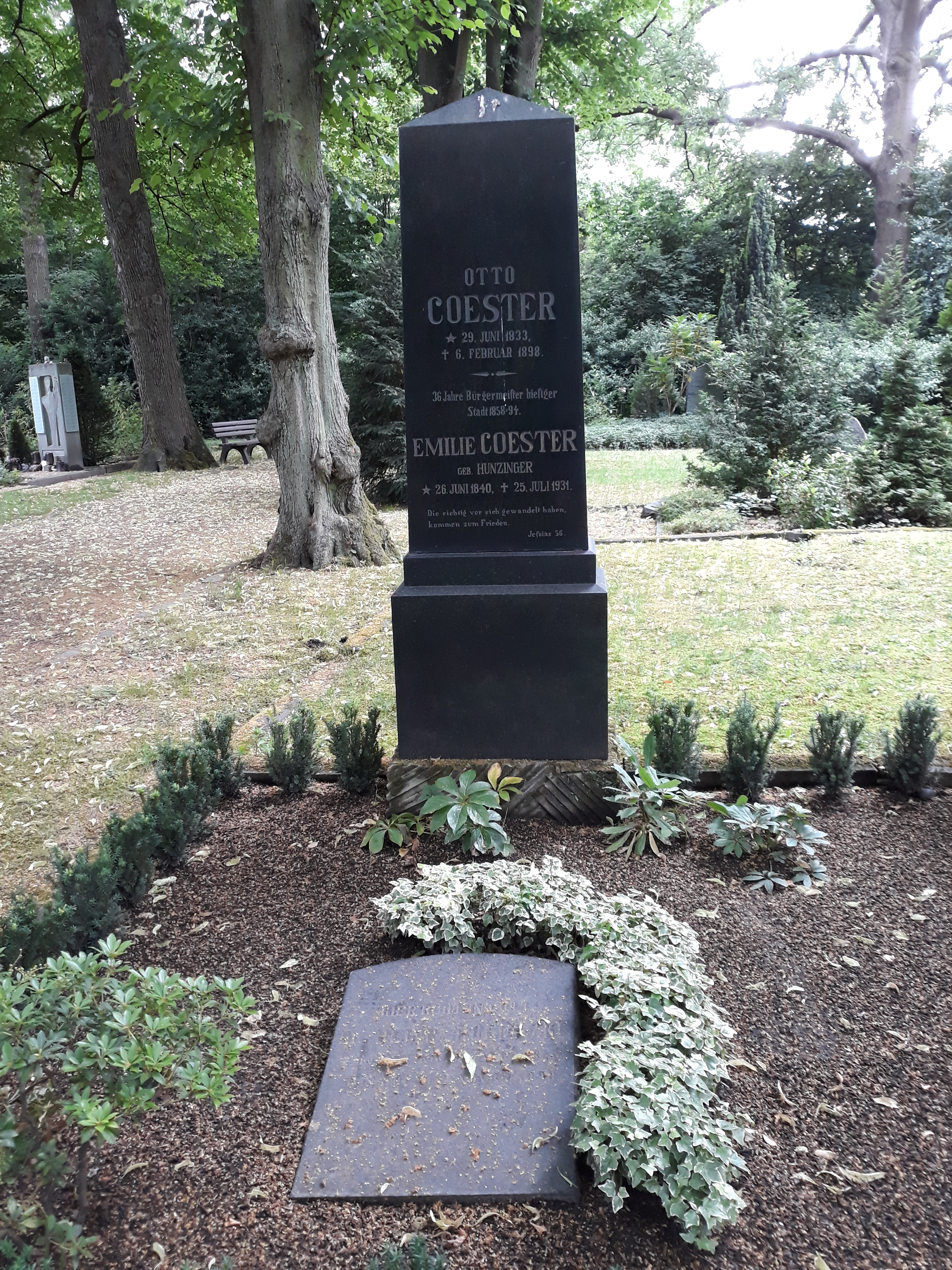
Das Grab von Otto Coester und seiner Frau Emilie auf dem Osthofenfriedhof Soest.

Otto Wilhelm Heinrich Coester (* 29. Juni 1833 in Soest; † 6. Februar 1898 in Bochum) war ein deutscher Jurist und Politiker.

## Leben
Als Sohn des Landwirts Ernst Caspar Heinrich Wilhelm Coester (* 16. August 1806 in Soest; † 1857 in Amerika) und seiner Frau Julia Coester geborene Marquard (* unbekannt † 20. Mai 1870 in Soest) geboren, studierte Coester nach dem Besuch des Archigymnasiums Rechtswissenschaften in Halle, Heidelberg und Berlin. Während seines Studiums wurde er 1852 in Halle Mitglied der Burschenschaft der Pflüger. Nach seinen Examina wurde er Auskultator in Soest, wo er von 1858 bis 1894 Bürgermeister war. Coester setzte sich aus einer Reihe von 50 Bewerbern durch und übernahm das Amt von seinem Vorgänger Herr Schulenburg als 25-jähriger junger Mann.
In seine Amtszeit fallen die Gründungen verschiedener Einrichtungen, wie zum Beispiel der Soester Feuerwehr, des ersten Schwimmbads, der höheren Mädchenschule, des Schlachthofs, der landwirtschaftlichen Winterschule, des städtischen Musikvereins und der ersten Wasserleitung in der alten Stadt Soest.
1894 wurde er Ehrenbürger seiner Heimatstadt. Ihm zu Ehren wurde ein Denkmal am Osthofen-Friedhof errichtet.
Aus Otto Coesters Ehe mit der Emilie Coester geborene Hunzinger (* 26. Juni 1840 in Krefeld; † 25. Juli 1931 in Soest) gingen die Söhne Julius Coester (1872–1941), Kaufmann in Mexiko, verheiratet mit Maria geb. Arning (1879–1957) sowie Hermann Coester (* 5. Februar 1874 in Soest; † 24. Oktober 1956 in Halberstadt) hervor. Letzterer war verheiratet mit Elise Louise geb. Enters (* 14. Februar 1885 in Datteln; † 2. Februar 1959 in Halberstadt), einer Enkelin des Amtmanns Gerhard Enters (* 23. September 1823 in Hamm; † 29. Dezember 1885 in Rhynern) von Hamm-Rhynern (1851 bis 1885).